# Струннікова Майя Валеріївна
Струннікова Майя Валеріївна (нар. 2 березня 1974, Івано-Франківськ) — українська акторка, педагог. Заслужена артистка України (2013). Володарка стипендії Харківської обласної державної адміністрації у галузі культури і мистецтв імені Леся Курбаса (2007), лауреат творчої премії імені Валентини Чистякової (2011), лауреат гранд-премії Харківської облдержадміністрації у галузі культури і мистецтв (2013). Лауреат премії імені Марії Заньковецької (2018). Член Національної спілки театральних діячів України (1999). Старший викладач кафедри майстерності актора Харківської державної академії культури.

## Біографія
Майя Валеріївна Струннікова народилася 2 березня 1974 року в Івано-Франківську в акторській родині. Батько грав на сцені Івано-Франківського музично-драматичного театру імені Івана Франка. У 1995 році закінчила Харківський інститут мистецтв (спеціальність: «Акторське мистецтво», кваліфікація: «Актриса драматичного театру та кіно», викладач Ігор Борис). Від 1994 року — актриса Харківського академічного українського драматичного театру імені Тараса Шевченка. У різні роки співпрацювала з харківськими недержавними театрами «P.S.», «Ланжеронъ», Відкритий театр, Театральна компанія Романа Панченка. Від 2013 викладає майстерність актора у Харківській державній академії культури.
Акторка є стипендіаткою Харківської обласної державної адміністрації у галузі культури і мистецтв імені Леся Курбаса (2007), лауреат творчої премії імені Валентини Чистякової (2011), лауреат гранд-премії Харківської облдержадміністрації у галузі культури і мистецтв (2013). Лауреат премії імені Марії Заньковецької (2018). 
Струннікова Майя входить до складу Національної спілки театральних діячів України від 1999 року.

## Основні ролі
- Рина («Мина Мазайло» М. Куліша),
- Присінька («Шельменко-Денщик» Г. Квітки-Основ'яненка),
- Мег («Примадонни» К. Людвіга),
- Ірина, Анна, Наталя Степанівна («Три сестри», «Вишневий сад», «22 поцілунки, 4 млості і 1 мігрень» А. Чехова),
- Клея («Езоп» Фігерейду),
- Оляна («Кохання в стилі Барокко» Я. Стельмаха),

- Мадам Карльє («Блез» К. Маньє),

- Мадемуазель Куку («Безіменна зірка» М. Себастіяна),
- Інна Василівна («Закон, або любов панни Інни» В. Винниченка),
- Сюзанна Делісіас («Оркестр» Ж. Ануя),
- В'язень «Один день Івана Денисовича» за О. Солженіциним),
- Беатріче («Гольдоні. Венеція» А. Жолдака за К. Гольдоні),
- Корова («Дуже проста історія» М. Ладо),
- Марія Антонівна («Ревізор» М. Гоголя),
- Ліззі («Продавець дощу» Р. Неш),
- Марія («Повернення» В. Набокова),
- Беттіна («Спокуса по-італійські» Е. де Філіппо),
- Морін («Королева краси» М. Макдонаха),
- Актриса С. («Акторська гримерна» К. Сімідзу),
- Слава («На початку і наприкінці часів» П. Ар'є),
- Мод («Піаніно у траві» Ф. Саган)[9].